# Socialisti Uniti
Socialisti Uniti (deutsch Vereinigte Sozialisten, SU) ist eine kleine sozialdemokratische Partei in Italien. Als Abspaltung des Nuovo PSI entstand sie 2006 unter dem Namen I Socialisti, benannte sich 2007 in Socialisti Italiani um und nahm 2009 ihren heutigen Namen an.

## Geschichte
Grund für die Spaltung und die Gründung einer neuen Partei war der Streit darüber, ob der Nuovo PSI weiterhin das Wahlbündnis von Silvio Berlusconi (Casa delle Libertà) unterstützen oder zur Unione, dem Mitte-links-Bündnis unter Romano Prodi, überlaufen sollte, wie es Vittorio „Bobo“ Craxi, Sohn des früheren Ministerpräsidenten Bettino Craxi, vorgeschlagen hatte. Beim Parteitag im Oktober 2005 konnten sich Craxi und Saverio Zavettieri jedoch nicht gegen den bisherigen Führer der Nuovo PSI, Gianni De Michelis, durchsetzen; nach mehreren Monaten Streit in der Partei entschied sich die Fraktion um Craxi und Zavettieri  am 7. Februar 2006 zum Austritt und zur Gründung der neuen Partei I Socialisti. Zu den Parlamentswahlen 2006 traten die Socialisti auf der Liste des Ulivo an, da sie aus eigener Kraft wohl nicht die Zweiprozenthürde erreicht hätten.
Auf dem ersten Parteikongress am 10./17. März 2007 benannte sich die Partei in Socialisti Italiani um.
Im Oktober 2007 beteiligten sich die Socialisti Italiani gemeinsam mit den Socialisti Democratici Italiani (SDI) und diversen weiteren sozialdemokratischen und sozialistischen Gruppen an der Gründungsinitiative für die neue Sammlungspartei Partito Socialista. Dabei war auch Craxis und Zavettieris alter Weggefährte De Michelis, der sich nun auch von der Nuovo PSI abgewandt hatte. Da Zavattieri dem Gründungsvertrag jedoch in letzter Minute seine Unterschrift verweigerte, traten nur Craxi sowie Franco Simone als Einzelpersonen zur neugegründeten Partito Socialista (PS) über.
Als die Partito Socialista (PS) im Herbst 2009 einen Zusammenschluss mit der Partei Sinistra Ecologia Libertà (SEL) plante, fasste Craxi kurzzeitig eine Rückkehr zu den Socialisti Italiani ins Auge, die auf einem Parteitag am 10. Oktober 2009 bereits ihre erneute Umbenennung in Socialisti Uniti beschlossen hatte. Als die Fusion von PS und SEL jedoch scheiterte, entschied sich Craxi dann doch, bei der PS zu bleiben.
Seit 2012 arbeiten Zavattieris Socialisti Uniti eng mit den Riformisti Italiani um Stefania Craxi zusammen.